# متحف فولكر أورث
متحف فولكر أورث ومحمية الطيور والحديقة الفيكتورية، هو متحف يقع في موراي هيل، كوينز، مدينة نيويورك. بالإضافة إلى الحفاظ على منزل وحديقة عائلة مهاجرة ألمانية تعود إلى تسعينيات القرن التاسع عشر، فإن متحف فولكر أورث يشرك الجماهير من خلال الفنون والتعليم والطبيعة والبستنة والتاريخ المحلي من خلال تقديم جولات منزلية ومعارض مؤقتة وحفلات موسيقية ومحاضرات وورش عمل ومهرجانات ثقافية وعائلة والبرامج المدرسية. وتتمثل مهمتها في «الحفاظ على التراث الثقافي والبستاني وتفسيره لمدينة فلاشينغ وكوينز والمجتمعات المجاورة لإشراك سكانها المتغيرين باستمرار، من خلال تجربة منزل عائلة مهاجرة في تسعينيات القرن التاسع عشر». تم إدراج العقار في السجل الوطني للأماكن التاريخية في عام 2020.

## وصف
المتحف مكون من طابقين ، شيد عام 1891 من قبل رجل الأعمال المحلي جيمس بوتون. تم بناؤه كاستثمار بعد عامين من افتتاح طريق لونغ آيلاند لمحطة السكك الحديدية موراي هيل القريبة. تم شراء المنزل بعد ذلك في عام 1899 من قبل مهاجر ألماني يدعى كونراد فويلكر ، انتقل للعيش مع زوجته إليزابيث وابنته الرضيعة تيريزا. بعد وفاة فولكر في عام 1930 ، أصبح المنزل منزل ابنته ، تيريزا فولكر في الأجيال اللاحقة تم تهجئة الاسم بدون حرف "c") وزوجها الدكتور رودولف أورث. أسست ابنتهما إليزابيثا أورث ، التي عاشت في المنزل معظم حياتها ، المنظمة التي تدير المتحف الآن بإرادتها. عندما تم دمج المتحف ، تم إجراء ترميم شامل للممتلكات قبل افتتاحه في عام 2003. قدمت صور المنزل من أوائل القرن العشرين مرجعًا لمهندسي الترميم جراف & لوينت. تضم غرف الفترة أثاث عائلة أورث من الثلاثينيات. تم تعيين العقار كمعلم مدينة نيويورك في عام 2007.

### الحديقة الفيكتورية
السمة المميزة للمتحف هي الحديقة الفيكتورية ، التي يتم الحفاظ عليها باستخدام طرق التكاثر وتقنيات البستنة في القرن الثامن عشر ، مثل التقليم اليدوي واستخدام الأسمدة الطبيعية والمبيدات الحشرية. تُعد أصناف الحديقة العديدة من شجيرات التوت والأشجار بمثابة ملاذ للطيور ، حيث تجذب الطيور البرية ، وغالبًا ما تكون العصافير والطيور المحاكية والروبينز والكاردينالات والطيور الزرقاء. يدير المتحف أيضًا خلية نحل ، يتم حصاد العسل منها لاستخدامه في البرامج التعليمية وبيعه في متجر الهدايا الخاص بهم. في عام 2005 ، فازت حديقة متحف فولكر أورث بالجائزة الذهبية لعام 2005 لجمعية الجزيرة الطويلة حضانة و تنسيق حدائق الجمعية.

## تاريخ العائلة
ولد كونراد فولكر في إدنكوبن وألمانيا وهاجر إلى الولايات المتحدة في عام 1881، عندما كان تسعة عشر عاما. :37 أسس شركة طباعة وصحيفة باللغة الألمانية ، دير بفالزر في أمريكا ، في عام 1884. :52 بعد العيش في مانهاتن ونيوجيرسي وبروكلين ، انتقل كونراد في النهاية إلى منطقة موراي هيل في فلاشينج ، كوينز ، حيث اشترى منزلًا. قبل بضع سنوات ، تزوج كونراد من إليزابيث مايباخ. كانت ابنتهما الأولى والوحيدة ، تيريزا ، تبلغ من العمر حوالي عام وقت الانتقال. :5 عند الانتقال إلى التدفق المائي ، كان كونراد فولكر يجلب عائلته إلى ما كان آنذاك ضاحية جذابة في مانهاتن مع رحلة قصيرة نسبيًا إلى العمل. واصل فولكر بيع جريدته دير بفالزر في أمريكا حتى وقت دخول الولايات المتحدة الحرب العالمية الأولى في عام 1917 ، ربما بسبب المشاعر المعادية للألمان . :6 تقاعد فولكر من مجال الطباعة في عام 1925 ، وأصبح ابن أخيه كارلس فولكر رئيسًا وأمين خزانة للشركة. :106–108
تزوجت ابنة كونراد تيريزا من الدكتور رودولف أورث ، خريج كلية الطب بجامعة كورنيل والمحارب المخضرم في الحرب العالمية الأولى. ولدت ابنتهما الأولى إليزابيثا «بيتي» أورث عام 1926. في عام 1935 ، تبنوا فتاة تبلغ من العمر تسع سنوات ، وأطلقوا عليها اسم باربرا. :6 تخرجت إليزابيثا أورث من جامعة نيويورك عام 1948 وتخصصت في الأدب الإنجليزي. ثم التحقت بجامعة تكساس حيث حصلت على درجة الماجستير في المسرح. عاشت إليزابيثا مع والدتها في منزل العائلة لسنوات عديدة بعد وفاة والدها في عام 1948. تزوجت باربرا من توماس ليبيرا وانتقلت إلى لونغ آيلاند. تعيش الآن في فلوريدا. توفيت تيريزا أورث في عام 1992 ، وتوفيت إليزابيثا بعد ثلاث سنوات في عام 1995 متأثرة بجروح نجمت عن حادث سيارة. في وصيتها ، ورثت إليزابيثا أورث إنشاء متحف فولكر أورث كمصدر تعليمي. :7

## صالة عرض

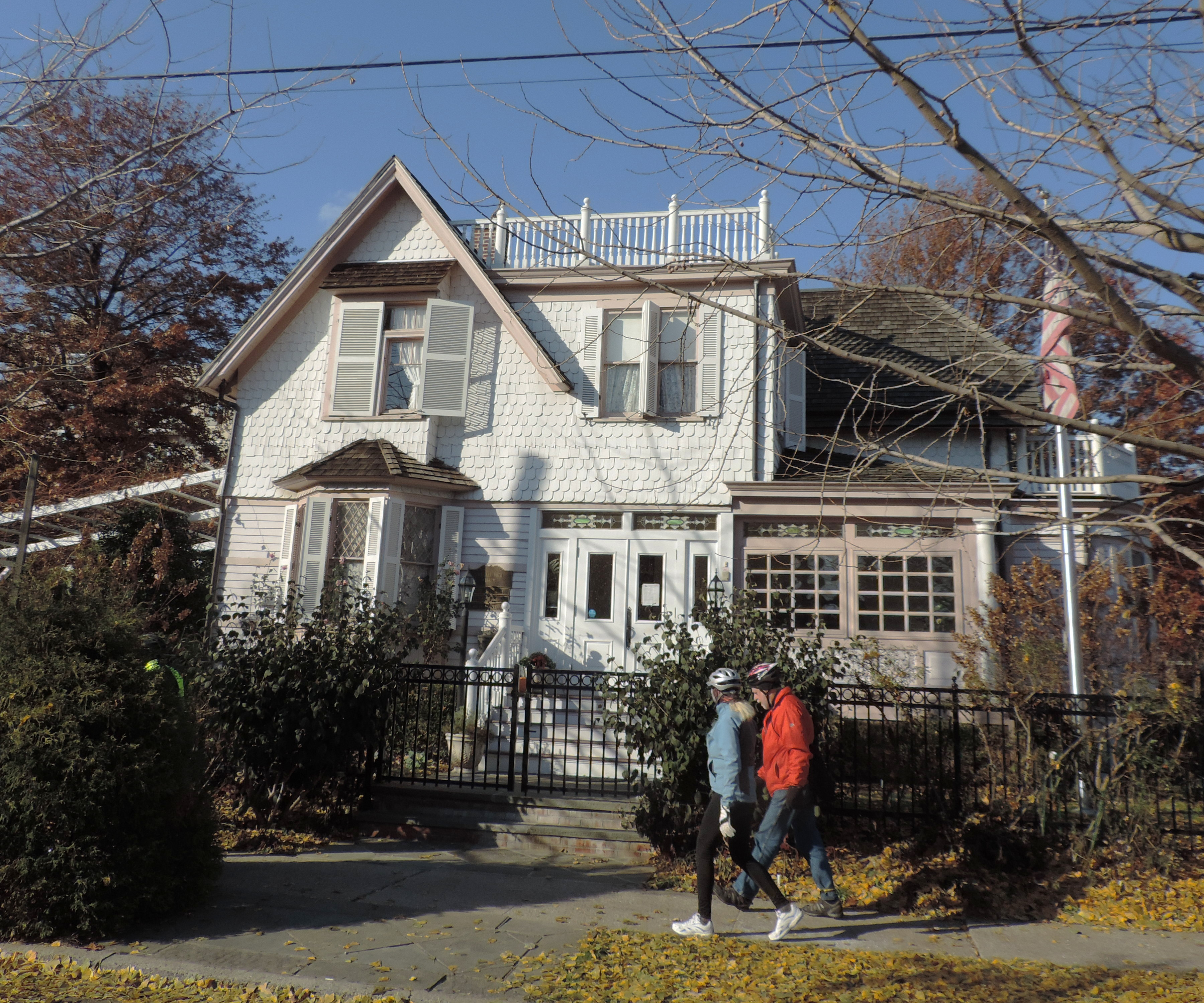
الواجهة الجنوبية من شارع 38
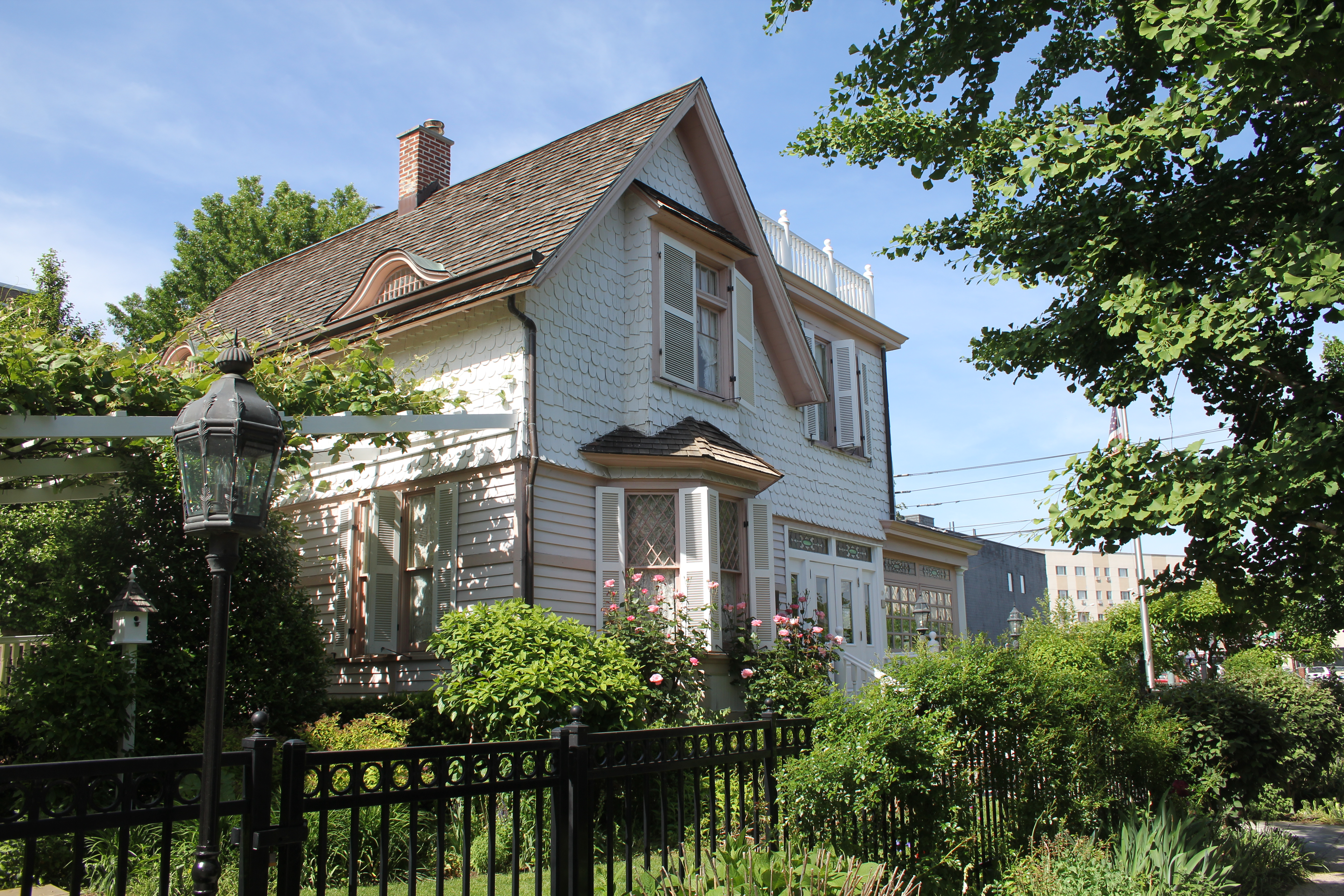
من الجنوب الغربي من المنزل
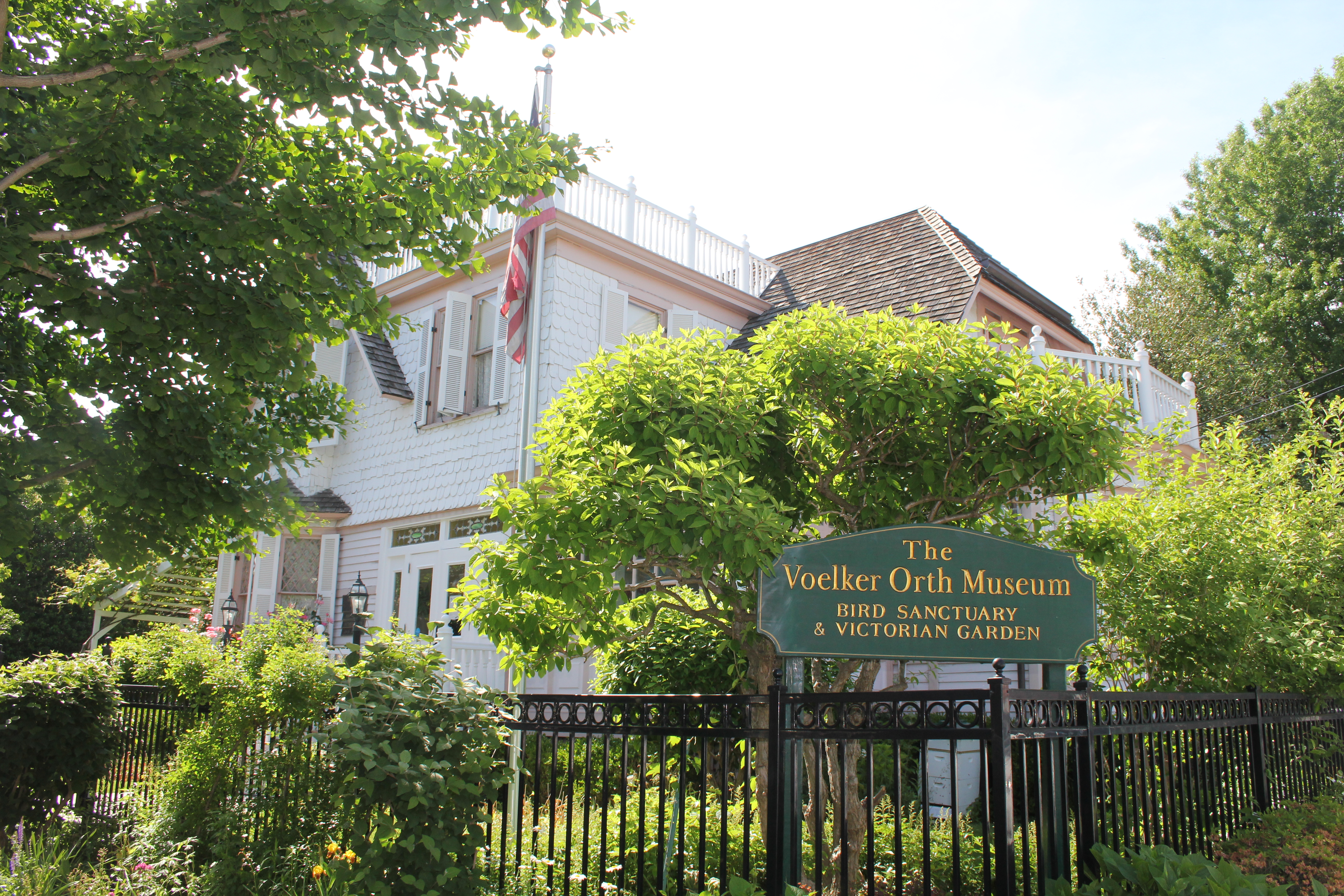
من جنوب شرق بيت